# Świątynia Longshan w Tajpej

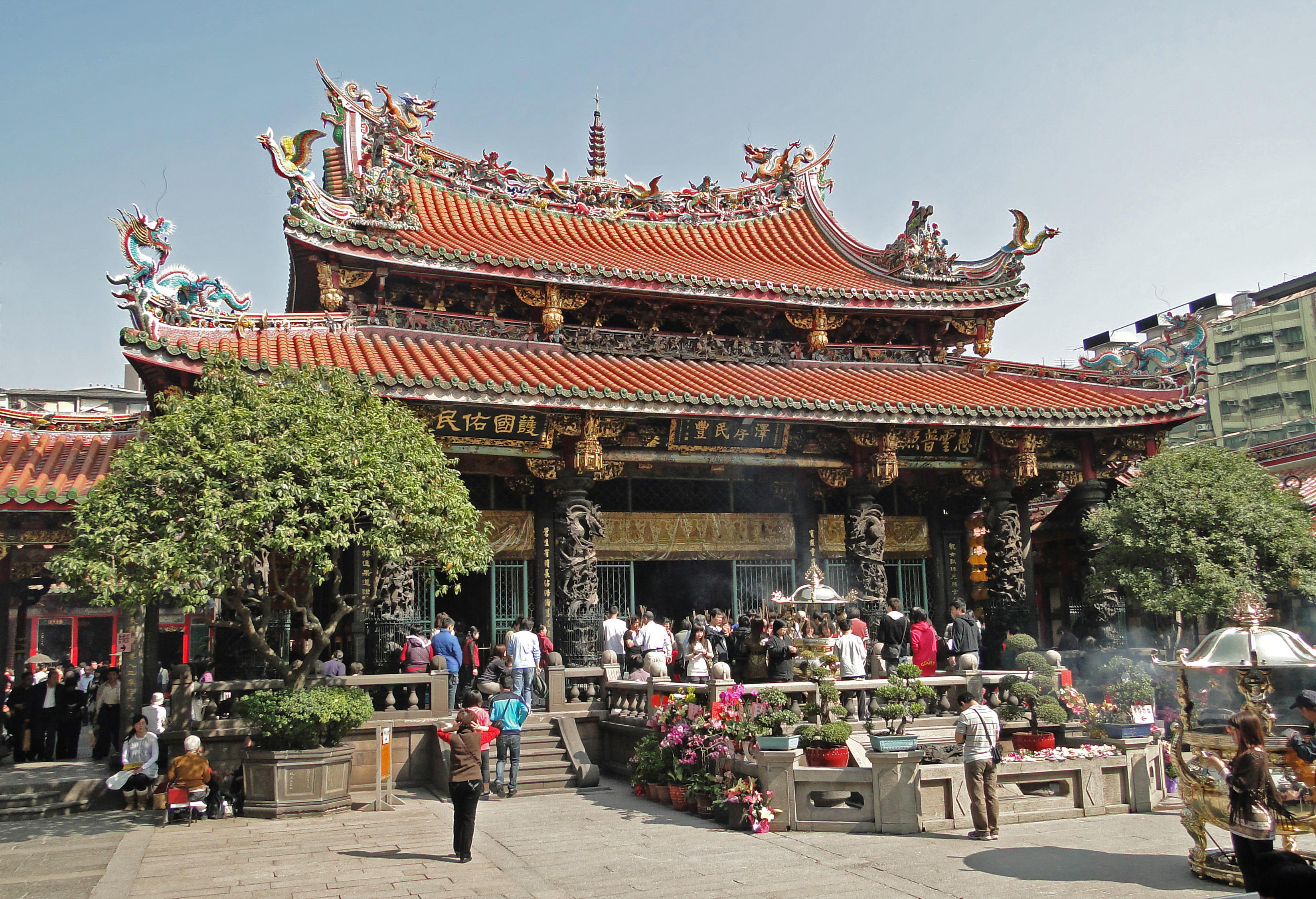
Główny pawilon

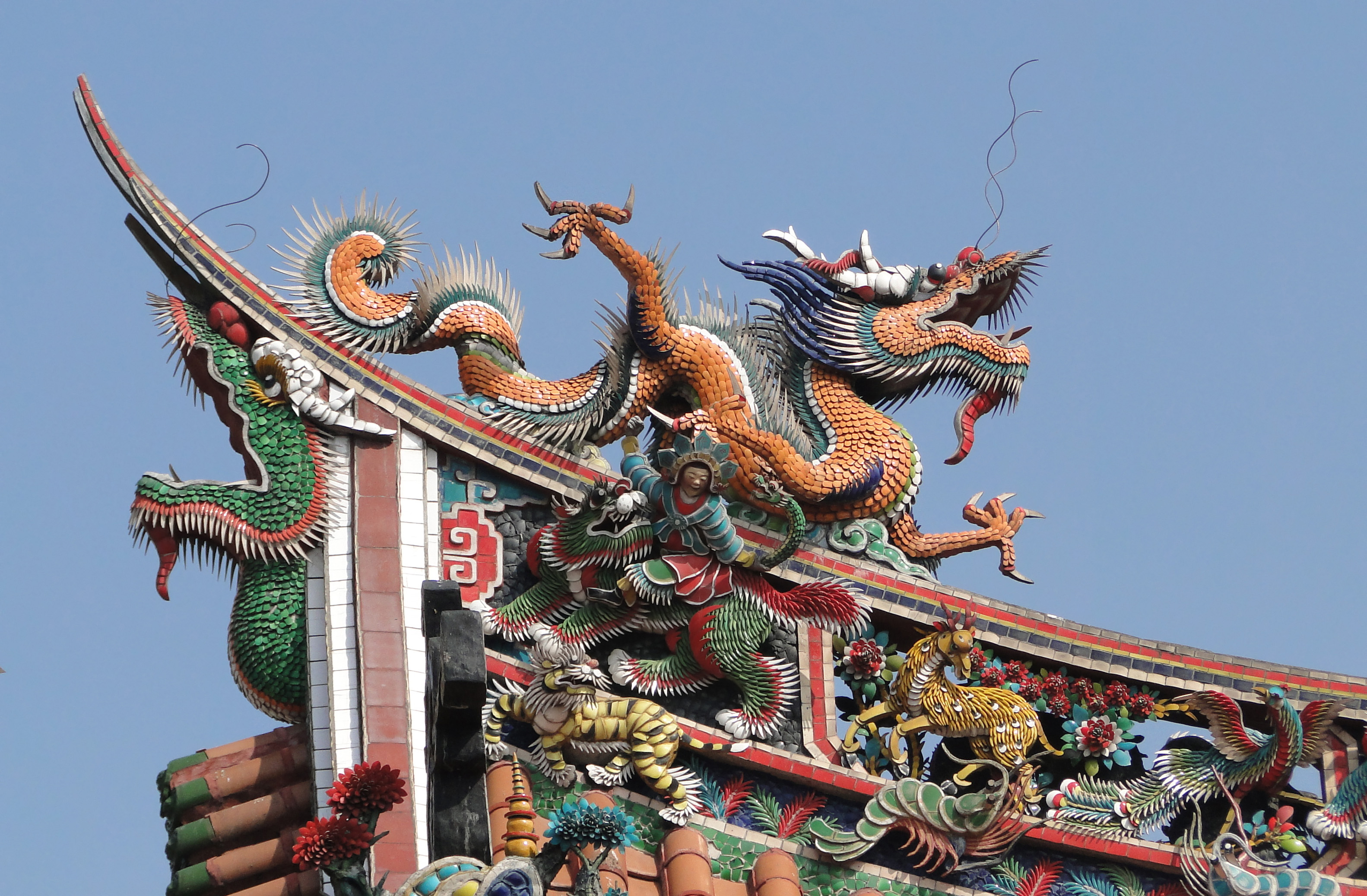
Przykład bogatych zdobień dachu w świątyni Longshan

Świątynia Longshan (chiń. upr. 艋舺龙山寺; chiń. trad. 艋舺龍山寺; pinyin Měngjiǎ Lóngshān sì; pe̍h-ōe-jī Báng-kah Liông-san-sī) – świątynia znajdująca się w dzielnicy Wanhua w Tajpej na Tajwanie, będąca jedną z największych atrakcji miasta.
Świątynię zbudowali w 1738 roku osadnicy z prowincji Fujian. Według legendy wzniesiono ją w miejscu, gdzie jeden z nich zawiesił na drzewie amulet bogini Guanyin. Ozdoba zaczęła promieniować ostrym światłem, przez co ludzie uznali to miejsce za święte i wznieśli na cześć bogini świątynię. Choć formalnie poświęcona jest jej, stanowi również miejsce kultu wielu innych bóstw buddyjskich, taoistycznych i konfucjańskich.
Niewielka świątynia składa się z trzech ułożonych równolegle do siebie pawilonów, otoczonych od wschodu i zachodu mniejszymi zabudowaniami, tak iż całość tworzy tradycyjny siheyuan. W bogato zdobionej świątyni znajduje się wiele rzeźb, w tym wielka figura Buddy w środkowym pawilonie, zaś ściany pokryte są licznymi sentencjami i fragmentami poezji.
Obiekt stanowi jedno z najbardziej uczęszczanych miejsc kultu w Tajpej, zwłaszcza podczas święta odbywającego się pierwszego i piętnastego dnia każdego miesiąca księżycowego. Ze względu na częste katastrofy naturalne (tajfuny, trzęsienia ziemi), w przeszłości świątynia była kilkukrotnie przebudowywana. W 1945 roku została doszczętnie zniszczona podczas bombardowania Tajpej przez Amerykanów i po wojnie odbudowano ją od podstaw.